# Funktionstrennung
Unter Funktionstrennung (englisch segregation of duties oder separation of duties; abgekürzt SoD) versteht man in der funktionalen Organisation die organisatorische Trennung zwischen Organisationseinheiten oder Stellen im Geschäftsprozess zur Vermeidung von möglichen Interessenkollisionen.
Einer der Vorteile der funktionsbezogenen Organisationsstruktur ist nach Hartmut Kreikebaum die einheitliche Aufgabenbildung nach dem Prinzip der Funktionstrennung. Bei der Aufgabenanalyse ist deshalb darauf zu achten, dass Teilaufgaben mit Konfliktpotenzial (fachlicher oder personeller Art) nicht demselben Aufgabenträger zugeteilt werden. Die Aufbauorganisation muss in Unternehmen und der öffentlichen Verwaltung vielmehr eine Funktionstrennung zwischen Geschäftsabschluss, Abwicklung und Risikocontrolling gewährleisten. Dadurch wird sichergestellt, dass dieselbe Arbeitskraft oder Stelle nicht gleichzeitig ein Geschäft mit Kunden abschließt und auch selbst die spätere Abwicklung oder dessen Kontrolle übernimmt. Bereits bei der Festlegung der Organisationsstruktur sind verschiedene Funktionen und Verantwortungen sauber zu trennen. Hierdurch trägt die Organisation dazu bei, Fehler zu vermeiden, Schwachstellen zu verhindern und unabhängige Entscheidungen zu treffen.
Der Begriff wird außerhalb der Organisation auch im Bereich des Bankwesens, der Informatik und im städtebaulichen Zusammenhang genutzt.

## Arten
Die klassische Funktionstrennung auf höchster Unternehmensebene ist die Trennung der Aufgaben der Organe, denn der Vorstand leitet das Unternehmen (Unternehmensleitung), führt dessen Geschäfte (Geschäftsführung) und vertritt es nach außen (Stellvertretung). Der Aufsichtsrat überwacht den Vorstand, während die Haupt- oder Gesellschafterversammlung gesellschaftsrechtliche Beschlussfassungen vornimmt.
Das Vier-Augen-Prinzip ist das älteste Prinzip der Funktionstrennung, denn es soll verhindern, dass wichtige Entscheidungen von einer einzelnen Person getroffen oder kritische Tätigkeiten nicht von einer einzelnen Person durchgeführt werden. Weitere funktionale Trennungen gibt es zwischen Frontoffice und Backoffice der verschiedensten Geschäftsbereiche bei Geschäftsabschluss und Geschäftsbestätigung/-Durchführung. In der Datenverarbeitung ist organisatorisch zwischen Datenerfassung und Datenfreigabe zu trennen.
In Kreditinstituten und bei Kapitalverwaltungsgesellschaften ist die Funktionstrennung gesetzlich vorgeschrieben. Für Kreditinstitute sieht das Bankenaufsichtsrecht eine organisatorische Trennung zwischen kundenbezogener „Marktseite“ und „Marktfolge“ vor. Auf der Grundlage des § 25a Abs. 1 KWG hat gemäß BTO 1.1 Tz. 1 MaRisk ein Kreditinstitut eine Trennung zwischen Markt und Marktfolge bis einschließlich zur Ebene der Geschäftsleitung zu gewährleisten. Der „Markt“ initiiert die Geschäfte und verfügt bei Kreditentscheidungen über das erste Votum, die Marktfolge analysiert die Risiken und steuert ein unabhängiges zweites Votum bei. Zu trennen sind im Wertpapiergeschäft die Finanzanalysten und ihre Finanzanalysen von der Anlageberatung und dem Emissionsgeschäft. Kapitalverwaltungsgesellschaften haben nach § 29 Abs. 1 KAGB eine dauerhafte Risikocontrollingfunktion einzurichten und aufrechtzuerhalten, die von den operativen Bereichen hierarchisch und funktionell unabhängig ist. Das auf den im Juni 1933 in den USA erlassenen Glass-Steagall Act zurückzuführende Trennbankensystem verlangt die Funktionstrennung von Bankgeschäften und Börsengeschäften.
Ein Wirtschaftsprüfer darf nicht Abschlussprüfer eines Unternehmens sein, wenn aus der Beziehung zum Mandanten die Besorgnis der Befangenheit besteht oder er beispielsweise in den letzten fünf Jahren 30 % seiner Gesamteinnahmen aus der zu prüfenden Kapitalgesellschaft generiert hat (§ 319 Abs. 3 Nr. 5 HGB).
Im Bereich des Staatsrechts verfolgt das Prinzip der Gewaltenteilung ebenfalls die Unabhängigkeit von Staatsorganen durch deren Trennung.

## Informationstechnik
In der Informationstechnik (IT) wird Funktionstrennung im Kontext der Benutzerrechteverwaltung verwendet. Unterschiedliche technische Funktionen sind unterschiedlichen Rollen zugeordnet. Dies dient dazu, kriminelle Handlungen der Mitarbeiter zu vermeiden. Wenn zum Beispiel ein Mitarbeiter Lieferanten im IT-System pflegen und anlegen und gleichzeitig Zahlungen initiieren kann, so hätte dieser die Möglichkeit, Gelder zu unterschlagen (z. B. fiktive Lieferanten anlegen und Zahlung an diese durchführen).

## Stadtplanung
In der Stadtplanung und im Städtebau galt durch den baulichen Abstand zwischen störenden und störempfindlichen Nutzungen das Prinzip der Funktionstrennung als das unter Berücksichtigung moderner Wohnbedürfnisse zu verfolgende Leitbild. Wohnen, Arbeiten, Freizeit und Verkehr sind danach voneinander zu trennen. Diese Funktionstrennung wurde in der Charta von Athen international erstmals festgelegt. Die deutsche Baunutzungsverordnung vom Juni 1962 ordnete entsprechend die Baugebiete aufsteigend hintereinander nach dem so genannten Störgrad, wobei hauptsächlich der Lärm eine Rolle spielte (siehe DIN 18005 „Schallschutz im Städtebau“). Inzwischen gilt die Funktionstrennung als überholt, unter anderem, weil sie viel Verkehr erzeugt. Folglich müssen Verkehrsinfrastrukturen in großem Maße ausgebaut und Ressourcen in die Ortsveränderung von Gütern und Personen investiert werden. Funktional gemischte, verdichtete Stadtquartiere sind folglich wirtschaftlich und ökologisch nachhaltiger. Sie sind ein Hauptbestandteil der Leipzig Charta zur nachhaltigen europäischen Stadt.